# Teresa Ruggeri
Teresa Ruggeri (XIX secolo – XIX secolo) è stata un soprano italiano, attiva dal 1820 al 1851.

## Biografia
Mancano annotazioni biografiche su Teresa Ruggeri (o Ruggieri) e le informazioni su lei derivano da elaborazione di documenti d'archivio della Scala di Milano e del Teatro Regio di Torino, dai libretti di opera e dagli spartiti d'epoca. Ebbe un ruolo di soprano in molte prime mondiali di opere.
Nel 1827, alla Scala, cantò come Zarele, nell'opera di Giovanni Pacini Gli arabi nelle Gallie, musicata su libretto di Luigi Romanelli. Nell'opera L'orfano della selva di Carlo Coccia, musicata su libretto di Gaetano Rossi e rappresentata per la prima volta il 15 novembre 1828, alla Scala di Milano, Teresa Ruggeri era Feniska. Alla Scala cantò anche nel ruolo della Baronessa Aspasia,  ne La pietra del paragone di Gioachino Rossini (1829). Fu Giannetta ne L'elisir d'amore (1835) e Giovanna in Ernani di Verdi (1844).
Nel Don Chisciotte di Alberto Mazzucato, opera musicata su libretto di Jacopo Crescini - Teatro della Canobbiana di Milano, 26 aprile 1836 - il ruolo di Donna Rodriguez era di Teresa Ruggeri. Nel 1839 cantò come Alisa, nella Lucia di Lammermoor di Donizetti. Nella quarta opera di Giuseppe Verdi I Lombardi alla prima crociata, su libretto di Temistocle Solera - prima mondiale, Teatro alla Scala, 11 febbraio 1843 - il ruolo di Viclinda era di Teresa Ruggeri. Nel Nabucco, terza opera lirica di Verdi, su libretto di Solera - prima mondiale, 9 marzo 1842, Teatro alla Scala - la Ruggeri copriva il ruolo di Anna.
La figlia del reggimento, opera comica in due atti di Donizetti - Opéra-Comique di Parigi, 11 febbraio 1840 - vide Teresa Ruggeri nel ruolo della Marquise de Berkenfield (Marchesa Maggiorivoglio) . Ne I corsari, opera in due atti di Alberto Mazzucato, musicata su libretto di Felice Romani - la Scala di Milano, 15 febbraio 1840 - la Ruggeri era Agnese e  nel 1841 fu Francisca, nella Maria Padilla di Donizetti.
La Ruggeri è stata anche ingaggiata dal Teatro Regio di Torino. Cantò nel 1830, alla prima mondiale di Annibale in Torino di Luigi Ricci, nel ruolo di Adrane e nel 1832 sostenne il ruolo di Berta ne I normanni a Parigi di Saverio Mercadante - prima mondiale al Regio di Torino. Era Alaide ne La straniera di Vincenzo Bellini  (1831) e nel 1835 ottenne il ruolo di Isabella in Roberto il diavolo di Giacomo Meyerbeer, che andò in scena al Teatro della Canobbiana. Nel 1832 ebbe il ruolo del titolo della Gabriella di Vergy di Mercadante, al Teatro Regio di Torino.

### Libretti d'opera e spartiti
Edizioni di libretti e spartiti, in cui il nome di Teresa Ruggeri, come interprete, è presente:
- Giovanni Pacini, Gli Arabi nelle Gallie: melodramma serio, Milano-Firenze, Presso Gio. Ricordi dirimpetto all'I.R. Teatro alla Scala - presso Ricordi, Pozzi e C.o sull'angolo della Piazza del Duomo, 1928, SBN MUS0059699. Spartito.
- Giovanni Pacini, Amazilia: melodramma posto in musica, Milano, presso Gio. Ricordi, 1831, SBN MUS0059674. Spartito.
- Felice Romani, Norma: tragedia lirica / di Felice Romani; la musica è del maestro signor Vincenzo Bellini. Da rappresentarsi nell'Imp. Regio Teatro alla Scala l'autunno 1834, Milano, Luigi di Giacomo Pirola, 1834, SBN MUS0322705.
- Felice Romani, Norma: tragedia lirica: da rappresentarsi nell'I. R. Teatro alla Scala / di Felice Romani; musica del signor maestro Vincenzo Bellini, Milano, per G. Truffi e Comp., 1834, SBN PAR1235300.
- Andrea Leone Tottola, Mosè: melodramma sacro in quattro atti da rappresentarsi nel Teatro Carlo Felice nel carnevale 1836 / Musica del maestro cavaliere Sig. Rossini, Genova, Tipografia dei fratelli Pagano, 1836, SBN PAR1203438.
- Felice Romani, Il turco in Italia: dramma buffo per musica in due atti: da rappresentarsi nell'I. R. Teatro alla Canobbiana la primavera 1837 / musica del maestro sig. Gioacchino Rossini, Milano, Luigi di Giacomo Pirola, 1837, SBN MUS0319773.
- Francesco Gnecco, La prova di un'opera seria: melodramma in due atti: da rappresentarsi nell'I.R. Teatro alla Canobbiana la primavera 1837, Milano, Per Luigi di Giacomo Pirola, 1937, SBN MUS0289103.
- Callisto Bassi, L'ammalata ed il consulto: melodramma comico in un atto: da rappresentarsi nell'I. R. Teatro alla Canobbiana la primavera 1837; musica del Maestro sig. Giuseppe Malusardi, Milano, Luigi di Giacomo Pirola, 1837, SBN MUS0280002.
- Temistocle Solera, Ildegonda: dramma in due atti. Da rappresentarsi nell'I. R. Teatro alla Scala in occasione della serata a beneficio del Pio Istituto Teatrale la quaresima 1840, Milano, Coi tipi di Luigi e Giacomo Pirola, 1840, SBN MUS0320036.
- Temistocle Solera, Ildegonda: dramma in due atti / poesia e musica del M. Temistocle Solera ; riduzione per canto e piano-forte, Milano, G. Ricordi, 1840, SBN MUS0268098. Spartito.
- Felice Romani, Gonzalvo: melodramma serio da rappresentarsi nell'I. R. Teatro alla Scala a beneficio del Pio Istituto Teatrale la quaresima dell'anno 1841 / musica espressamente scritta dal Maestro sig. Bajetti Giovanni, Milano, coi tipi di Luigi di Giacomo Pirola, 1841, SBN MUS0280081.
- Gaetano Donizetti, Alina regina di Golconda: Insiem si consultano: quartetto / musica di] Gaetano Donizetti ; eseguito dalle sig.re Abbadia e Ruggeri e dai sig.ri Ferlotti e Rovere, Milano, F. Lucca, 1841, SBN MUS0260689. Spartito.
- Gaetano Donizetti, La regina di Golconda: opera buffa in due atti / posta in musica da Gaetano Donizetti; ridotta per canto con accompagnamento di piano-forte, Milano, Giovanni Ricordi, 1841, SBN MUS0166879. Spartito.
- Felice Romani, Caterina di Cleves: melodramma in due atti. Da rappresentarsi nell'I. R. Teatro alla Scala, l'autunno del 1841; musica del maestro signor Luigi Savi, Milano, Gaspare Truffi, 1841, SBN MUS0284641.
- Temistocle Solera, Nabucodonosor: dramma lirico in quattro; posto in musica dal M.o Giuseppe Verdi. Rappresentato per la prima volta all'I.R. Teatro alla Scala la quaresima del 1842, Milano, Giovanni Ricordi, 1842, SBN MUS0282421.
- Alessandro Carozzi, Bianca di Belmonte: tragedia lirica in quattro parti: da rappresentarsi nell'I. R. Teatro alla Scala l'autunno del 1842, Milano, per Gaspare Truffi, 1842, SBN MUS0317644.
- Gioachino Rossini, Mosè: melodramma sacro in 4 atti / traduzione italiana, Milano, F. Lucca, 1846-1847, SBN MUS0259984. Spartito.
- Francesco Jannetti, Bianca Contarini: dramma tragico diviso in un prologo e tre atti; posto in musica dal M.o Lauro Rossi. Da rappresentarsi nell'Imp. Regio Teatro alla Scala il Carnevale 1847, Milano, Tipografia Valentini e C, 1847, SBN MUS0279649.
- Lauro Rossi, Il domino Nero / opera comica di Francesco Rubino; posta in musica dal maestro Lauro Rossi; riduzione per canto con accompagnamento di pianoforte, Milano, dall'I.R. stabilimento nazionale privilegiato di Giovanni Ricordi, 1849, SBN MUS0169409.Spartito.
- Giuseppe Verdi, I lombardi alla prima crociata, Napoli, Orlando, 1851, SBN MUS0293837. Spartito.